# Culinária da África do Sul

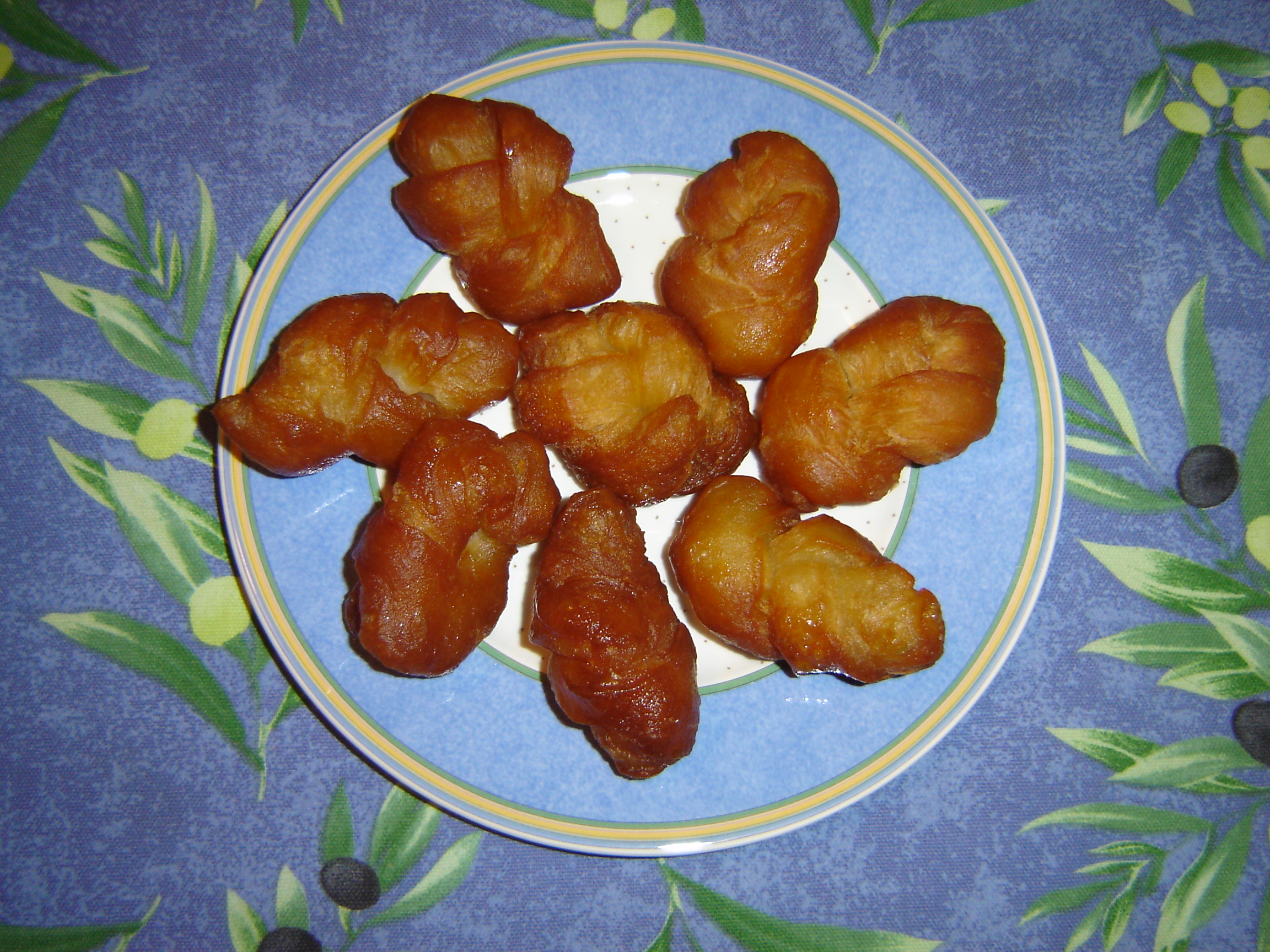
Koeksisters.

A culinária da África do Sul deriva, por um lado, da culinárias dos povos africanos, como por exemplo, os khoisan, xhosa e sotho e, por outro, dos costumes introduzidos durante a época colonial por descendentes afrikaners e britânicos, assim como por seus escravos e serventes, o que inclui as influências da culinária da Indonésia e da Índia.

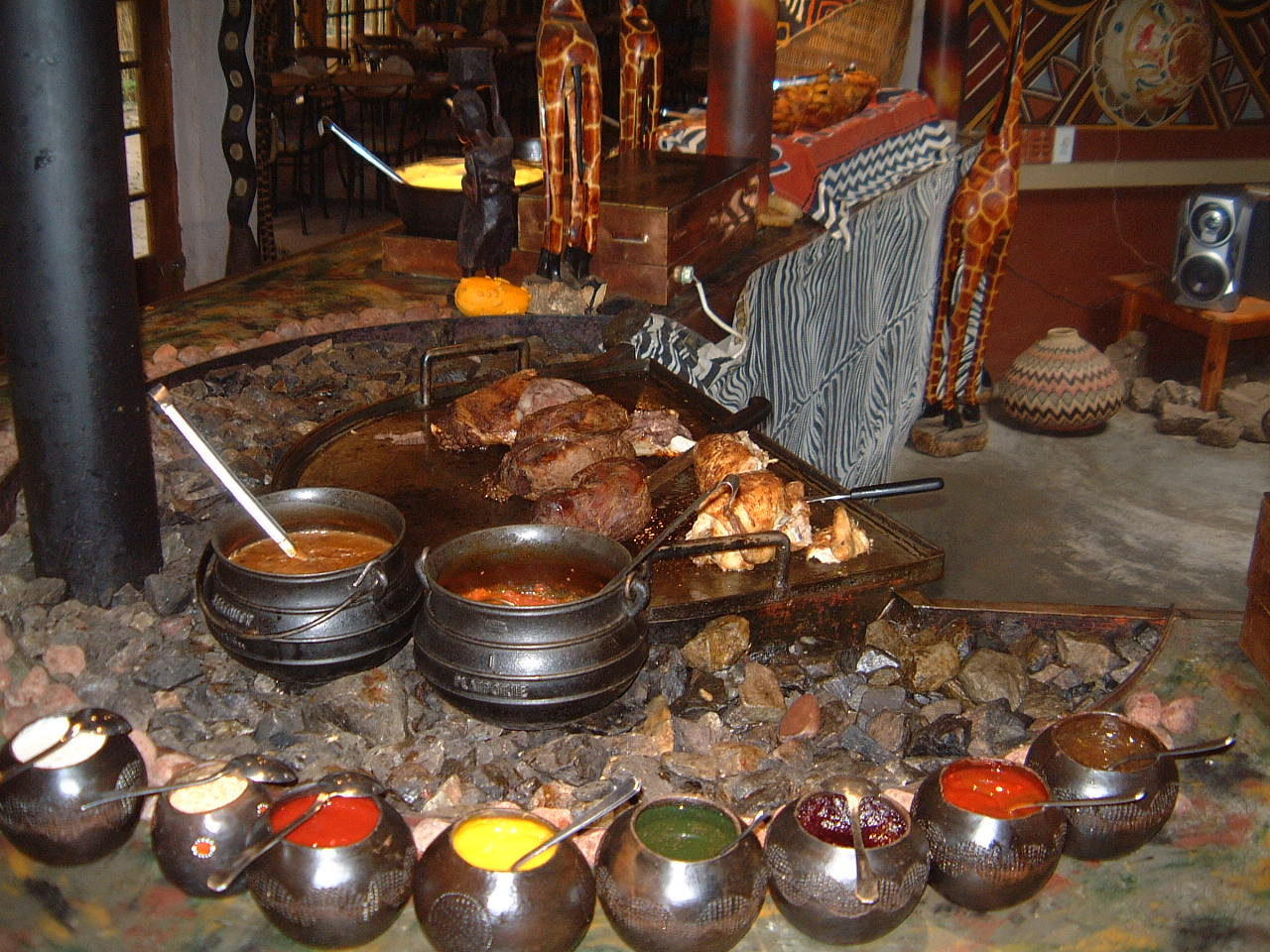
Cozinha tradicional no restaurante "Lesedi Traditional Village" da África do Sul, recuperado no Flicker

Alguns exemplos são a phuzamandla (em isiZulu "bebida de força"), um alimento tradicional da população negra da África do Sul. É preparado com mealies piladas e levedura, a que se mistura leite ou água até ficar espesso.
 Potjiekos é um tipo de cozinhados da cultura afrikaner, que significa "cozinhar numa panela", mas referindo-se à antiga panela de ferro, o potjie.
Outra das tradições culinárias da África do Sul é a reunião social chamada braai, um churrasco geralmente com vários tipos de carnes e enchidos, como as tradicionais boerewors. Os sosaties, espetadas marinadas da cultura dos "malaios do Cabo" (derivadas da palavra satay), são também frequentemente assadas num braai.

## Pratos de origem indiana
- Bunny chow

## Pratos de origem indonésia
Os "malaios do Cabo" eram na realidade javaneses e a sua cultura está, desde o período de colonização da Indonésia pelos holandeses, muito misturada com a dos colonos; por essa razão, podem considerar-se os pratos de origem indonésia como da culinária africaner.
- Bobotie
- Bredie

## Vinhos
A África do Sul também se tornou produtora de vinho, principalmente nos vales em torno de Stellenbosch, Franschoek e Paarl.